# Selbstverwaltungswahlen in Polen 2006
Die Selbstverwaltungswahlen in Polen 2006 unterteilten sich in zwei Etappen. Der erste Wahlgang erfolgte am 12. November 2006 und eventuelle Stichwahlen für das Bürgermeisteramt zwei Wochen später. Infolgedessen wurde das sozialdemokratische Bündnis LiD abgestraft, die Bürgerplattform fuhr einen Wahlsieg ein; knapp dahinter PiS. Die extremistischen Parteien LPR und Samoobrona haben sich nach starken Ergebnissen im Jahr 2002 marginalisiert.

## Parteienliste
Die Reihenfolge von landesweit kandidierenden Parteien wurde durch die staatliche Wahlkommission gelost und sieht folgendermaßen aus:
- Polskie Stronnictwo Ludowe (Polnische Volkspartei) – Nr. 1
- Liga Polskich Rodzin (Liga Polnischer Familien) – Nr. 2
- Krajowa Partia Emerytów i Rencistów (Landespartei der Rentner und Pensionäre) – Nr. 3
- Prawo i Sprawiedliwość (Recht und Gerechtigkeit) – Nr. 4
- Platforma Obywatelska (Bürgerplattform) – Nr. 5
- Lewica i Demokraci (Linke und Demokraten)  – Nr. 6
- Samoobrona Rzeczpospolitej Polskiej (Selbstverteidigung der Republik Polen) – Nr. 7

## Wahlergebnisse

### Wahlbeteiligung
|                              | 12. November | 26. November |
| ---------------------------- | ------------ | ------------ |
| Wahlkreise                   | 33.362       | 11.385       |
| Wahlberechtigte              | 29.877.983   | 14.643.543   |
| Wahlbeteiligung (absolut)    | 13.742.032   | 5.812.667    |
| Wahlbeteiligung (prozentual) | 45,99 %      | 39,69 %      |

### Ergebnisse in Prozent
Bei den Wahlen zu den Sejmiks betrug die Wahlbeteiligung 45,91 Prozent. Insgesamt wurden 13.851.401 gültige Stimmzettel abgegeben. 12,7 % waren ungültig.
Alle Angaben in Prozent.
| Sejmik           | PO              | PiS   | LiD   | PSL   | SRP  | LPR  | KPEiR | Lokalparteien | Andere |      |
| ---------------- | --------------- | ----- | ----- | ----- | ---- | ---- | ----- | ------------- | ------ | ---- |
| Sejmik           | Niederschlesien | 37,05 | 23,85 | 14,91 | 6,88 | 6,41 | 4,00  | 2,91          | —      | 3,99 |
| Kujawien-Pommern | 26,56           | 21,84 | 20,19 | 12,13 | 7,79 | 3,86 | 4,04  | —             | 3,58   |      |
| Lublin           | 15,93           | 25,96 | 12,03 | 22,60 | 9,03 | 6,57 | 2,48  | —             | 5,40   |      |
| Lebus            | 27,97           | 21,38 | 23,95 | 10,24 | 5,53 | 4,42 | 3,77  | —             | 2,74   |      |
| Łódź             | 21,57           | 23,14 | 15,44 | 15,47 | 6,81 | 4,34 | 3,07  | —             | 10,16  |      |
| Kleinpolen       | 30,78           | 34,44 | 9,79  | 8,32  | 3,85 | 6,18 | 3,50  | —             | 3,13   |      |
| Masowien         | 24,47           | 24,96 | 12,68 | 19,59 | 2,58 | 5,98 | 2,22  | —             | 7,52   |      |
| Oppeln           | 23,99           | 19,03 | 12,95 | 9,55  | 4,40 | 3,36 | 2,86  | 11,931        | 6,56   |      |
| Karpatenvorland  | 15,76           | 37,14 | 9,95  | 19,61 | 5,30 | 6,12 | 2,55  | —             | 3,56   |      |
| Podlachien       | 18,67           | 29,18 | 13,16 | 12,84 | 7,16 | 4,83 | 2,60  | —             | 11,56  |      |
| Pommern          | 43,94           | 23,88 | 10,50 | 5,75  | 5,79 | 3,60 | 3,83  | —             | 2,71   |      |
| Schlesien        | 33,26           | 25,01 | 15,29 | 5,20  | 3,96 | 3,47 | 3,59  | —             | 10,23  |      |
| Heiligkreuz      | 13,06           | 21,76 | 15,26 | 22,48 | 8,13 | 3,80 | 2,35  | 9,252         | 3,91   |      |
| Ermland-Masuren  | 26,85           | 20,15 | 15,09 | 16,67 | 8,70 | 3,57 | 1,97  | —             | 5,64   |      |
| Großpolen        | 29,34           | 20,22 | 18,22 | 13,32 | 4,91 | 3,88 | 3,14  | —             | 6,97   |      |
| Westpommern      | 33,36           | 20,82 | 18,45 | 9,51  | 7,56 | 4,71 | 2,43  | —             | 3,16   |      |
| Polska           | 27,18           | 25,08 | 14,25 | 13,24 | 5,64 | 4,74 | 2,59  | 0,66          | 6,41   |      |

Erläuterung:
1 Deutsche Minderheit,
2 KWW Porozumienie Samorządowe W. Lubawski.

### Mandatsverteilung
Quelle: Państwowa Komisja Wyborcza
| Sejmik           | PO              | PiS | PSL | LiD | SRP | LPR | MN | PS | Insgesamt |   |    |
| ---------------- | --------------- | --- | --- | --- | --- | --- | -- | -- | --------- | - | -- |
| Sejmik           | Niederschlesien | 16  | 10  | 3   | 4   | 3   | —  | —  | Insgesamt | — | 36 |
| Kujawien-Pommern | 11              | 8   | 4   | 6   | 4   | —   | —  | —  | 33        |   |    |
| Lublin           | 6               | 11  | 8   | 3   | 4   | 1   | —  | —  | 33        |   |    |
| Lebus            | 10              | 8   | 3   | 6   | 3   | —   | —  | —  | 30        |   |    |
| Łódź             | 10              | 12  | 6   | 4   | 4   | —   | —  | —  | 36        |   |    |
| Kleinpolen       | 13              | 16  | 4   | 2   | —   | 4   | —  | —  | 39        |   |    |
| Masowien         | 17              | 14  | 12  | 4   | —   | 4   | —  | —  | 51        |   |    |
| Oppeln           | 8               | 8   | 3   | 4   | —   | —   | 7  | —  | 30        |   |    |
| Karpatenvorland  | 7               | 15  | 7   | 1   | 1   | 2   | —  | —  | 33        |   |    |
| Podlachien       | 7               | 11  | 5   | 3   | 4   | —   | —  | —  | 30        |   |    |
| Pommern          | 18              | 9   | 2   | 1   | 3   | —   | —  | —  | 33        |   |    |
| Schlesien        | 21              | 16  | 3   | 8   | —   | —   | —  | —  | 48        |   |    |
| Heiligkreuz      | 5               | 7   | 8   | 5   | 4   | —   | —  | 1  | 30        |   |    |
| Ermland-Masuren  | 10              | 6   | 7   | 3   | 4   | —   | —  | —  | 30        |   |    |
| Großpolen        | 15              | 12  | 5   | 7   | —   | —   | —  | —  | 39        |   |    |
| Westpommern      | 12              | 7   | 3   | 5   | 3   | —   | —  | —  | 30        |   |    |
| Polen            | 186             | 170 | 83  | 66  | 37  | 11  | 7  | 1  | 561       |   |    |

### Powiat-Wahlen
| Partei | Partei                                  | % der Stimmen | Zahl der Mandate |
| ------ | --------------------------------------- | ------------- | ---------------- |
|        | Recht und Gerechtigkeit                 | 19,76 %       | 1242             |
|        | Polnische Bauernpartei                  | 13,80 %       | 867              |
|        | Platforma Obywatelska                   | 12,40 %       | 779              |
|        | Linke und Demokraten                    | 7,45 %        | 468              |
|        | Selbstverteidigung der Republik Polen   | 3,37 %        | 212              |
|        | Liga Polnischer Familien                | 1,07 %        | 67               |
|        | Landespartei der Rentner und Pensionäre | 0,03 %        | 2                |
|        | Andere                                  | 42,12 %       | 2647             |

### Gmina-Wahlen
Die Statistik umfasst Kreisfreie Städte, Gemeinden über 20 Tsd. Einwohner, Gemeinden unter 20 Tsd. Einwohner und alle Stadtteile Warschaus.
| Partei | Partei                                  | % der Stimmen | Zahl der Mandate |
| ------ | --------------------------------------- | ------------- | ---------------- |
|        | Polnische Bauernpartei                  | 9,74 %        | 3890             |
|        | Recht und Gerechtigkeit                 | 7,71 %        | 3079             |
|        | Platforma Obywatelska                   | 4,47 %        | 1784             |
|        | Linke und Demokraten                    | 3,40 %        | 1357             |
|        | Selbstverteidigung der Republik Polen   | 2,17 %        | 867              |
|        | Liga Polnischer Familien                | 0,59 %        | 236              |
|        | Landespartei der Rentner und Pensionäre | 0,01 %        | 5                |
|        | Andere                                  | 71,92 %       | 28726            |